# Cecropis domicella
La golondrina del Sahel (Cecropis domicella) es una especie de ave paseriforme de la familia Hirundinidae propia del Sahel. Anteriormente se consideraba una subespecie de la golondrina dáurica.

## Distribución y hábitat
Se encuentra en una franja de África que va de Senegal y Gambia hasta el oeste de Sudán, Sudán del sur y el oeste de Etiopía. Se encuentra en las sabanas secas y zonas de matorral del Sahel.